# رواندرمانی یکپارچه‌نگر
رواندرمانی یکپارچه‌نگر (به انگلیسی: Integrative Psychotherapy) در روان‌شناسی بالینی، روان‌درمانی‌ای است که از ترکیب چندین عنصر مختلف از سنت‌های گوناگون در روان‌درمانی ساخته شده است. منظور از یکپارچه‌نگر استفاده از متدها و تکنیک‌های کاربردی از سایر متدهای روان‌درمانی دیگر و به نوعی بهسازی روان‌درمانی‌های نوین است.

## پیش زمینه
پیشیهٔ ترکیب متدها را می‌توان تا اویل قرن بیستم پی گرفت. زمانی که روانکاوی زیگموند فروید با تمرکز بر ناهشیار و تجربیات کودکی، بر سپهر روان‌درمانی حکم رانی می‌کرد. اما روانکاوی بدون کاستی‌هایش نبود، افرادی مانند کارل یونگ و آلفرد آدلر از نخستین کسانی بودند که به ضعف‌های روانکاوی اشاره کردند و خواهان آوردن دیدگاه‌های نوین در روان‌درمانی شدند. هرچه رشتهٔ روان‌شناسی به پیش رفت، دیدمان‌ها و ترادادهای نو تری در آن به وجود آمد. رفتار گرایی، انسانگرایی، شناخت گرایی و تجربه گرایی همه با روانکاوی و نیز با یکدیگر بر سر روش درمان به ستیز برخاستند. با این که هر کدام از این سنت‌ها در درمان بیماران می‌کوشیدند هیچ‌یک از آنها نمی‌توانستند همهٔ نیازهای بیماران را پاسخگو باشند. این تغییرات نیاز به این که هم‌زمان چند درمان با هم روی بیمارن به کار گرفته شوند را برای درمانگران برجسته کرد. در دههٔ ۷۰ و ۸۰ میلادی ایدهٔ یکپارچه‌نگری توجهٔ درمانگران را به خود جلب کرد. افرادی مانند نوکراس در پیشبرد این ایده نقش به سزایی داشتند.

## روش‌های یکپارچه‌نگری
چهار راه اصلی برای ایکپارچه‌نگری توسط نورکراس معرفی شده‌اند:

### فعالیت همگانی
اولین راه یکپارچه‌نگری بررسی فعالیت همگانی است، در این روش ما به دنبال این هستیم که عناصر مشترک در کار درمانی رویکردهای گوناگون را پیدا کنیم. امتیاز این روش تأکید بر راهکارهای درمانی ای است که اثربخشی آنها نشان داده شده است. تئوری عوامل مشترک (Common Factors Theory) بیان می‌کند که این دقیقاً فعالیت‌های مشترک میان روان‌درمانی‌های مختلف است که باعث اثربخشی روان‌درمانی می‌شود و نه فن‌های هر رویکرد.

### التقاط گرایی تکنیکی
دومین راه یکپارچه نگری، مکتب التقاطی (Technical Eclecticism) است که بدین منظور ایجاد شده که توانایی درمانگر برای برگزیدن بهترین روش درمانی برای بیمار و مشکل او را بهبود بخشد. در این راه داده‌های گذشته مبنی بر این که چه چیزی بهتر کار کرده است راهنمای اصلی درمانگران است. امتیاز این راه این است که درمانگران را به اعمال کردن راهبردهای گوناگون بدون محدود کردن آنها به تفاوت‌های بین تئوری‌ها، تشویق می‌کند. مشکل در اینجا است که دقیقاً آشکار نیست که این راهبر، فن یا فندهایی که از دیدمان‌های گوناگون یا حتی مخالف به منظور یکپارچه‌نگری گردآوری شده‌اند چگونه باید با هم سازگار شوند. شناخته شده‌ترین الگوی آزگزینی فندمانی، شیوهٔ آرنولد لازاروس است.

### اندرآمیزی دیدمانی
سومین راهی که در ادبیات علمی برای اندرآمیزی مطرح می‌شود، اندآمیزی دیدمانی (Theoretical Integration) در این روش دو یا سه دیدمان باهم اندرآمیخته می‌شوند با این امید که فرآوردهٔ آن اثربخشی بهتری از هریک از آن درمان‌ها به صورت تکی داشته باشد. برخی از الگوهای اندرآمیزی دیدمانی بر ترکیب و برهم‌نهی شمار اندکی از دیدمان‌های مختلف در سطحی عمیق تمرکز می‌کنند ولی برخی دیگر به توصیف رابطه بین دو رویکرد درمانی اکتفا می‌کنند. یکی از رواندمانی‌های شناخته شده‌ای که با این روش ساخته شده است درمان شناختی تحلیلی است که شناخت درمانی و روانکاوی را اندرآمیخته کرده است.

### اندرآمیزی همانندساز
اندرآمیزی همانند ساز (Assimilative Integration) چهارمین راه برای اندرآمیزی است. این روش می‌پذیرد که بیشتر رواندرمانگران یک گرایش دیدمانی را برای خود برمی‌گزینند که بنیان کاری شان برشمارده می‌شود. اما با بدست آوری تجربهٔ بیشتر این درمانگران ایده‌ها و راهبردهایی را از دیگر منابع در درمان خود به کار می‌گیرند. این شیوه ریشه‌گیری قوی در هر یک دیدمان یا رویکرد درمانی دلخواه برای درمانگران تجویز می‌کند و در عین حال از آنها می‌خواهد با کسب تجربه این تمایل را درخود ایجاد کنند تا راهبردها و راهکارهایی را از دیگر رویکردها به عنوان گستره ای از رویکرد خود به برنامه‌های درمانی شان بیافزایند.

## ترسنجی اندرآمیزش با آزگزینش
برای مقایسه و ترسنجی این دو روش گزارهٔ زیر می‌تواند به بازشناسی این دو از هم کمک کند:
"اندرآمیزش فرض را بر این می‌گذاری که راهبردهای اندرآمیخته بخش‌های یک رویکرد درمانی ترکیبی جدید چه در کار درمان و چه در دیدمان هستند که می‌توان برای چندین بیمار به کار برد، درحالیکه در آزگزینش آمیخته‌ای از چند رویکرد برای یک وضعیت به خصوص و فقط برای آن بیمار ساخته می‌شود ". در اندرآمیزی ما یک رویکرد واحد جدید می‌سازیم ولی در آزگزینی رویکردی ساخته نمی‌شود بلکه بر اساس موقعیت و بدون محدویت‌های دیدمانی و نظری از راهکارهایی که اثربخش پنداشته می‌شوند استفاده می‌شود.